# Bernardo
Bernardo  è un nome proprio di persona italiano maschile.

## Varianti
- Maschili: Berardo[2], Bennardo[3], Berniero[5]
  - Alterati: Bernardino[2][3][4][5]
  - Ipocoristici: Dino[2]
- Femminili: Bernarda[3][5], Berniera[5]
  - Alterati: Bernardina[3][5][6], Bernardella[5], Bernardetta[3][5][6], Bernadetta[3], Bernardette[3], Bernadette[3][5]
  - Ipocoristici femminili: Bernina[5], Dina[5]

### Varianti in altre lingue
- Asturiano: Bernaldo[7]
- Basco: Beñat[2], Beiñat[7], Beñardo[7]
  - Alterati: Bernartin[7]
  - Femminili: Bernardatxo[7]
- Catalano: Bernat[2][7][4], Bernard[7]
  - Alterati: Bernardí[7]
  - Femminili: Bernadeta[7], Bernardeta[7]
- Ceco: Bernard[2]
- Croato: Bernard[2]
  - Femminili: Bernarda[6]
- Danese: Bernhard[2], Bernt[2][4]
- Francese: Bernard[2][4]
  - Femminili: Bernadette[6], Bernardine[6]
- Galiziano: Bernaldo[7]
  - Alterati: Bernardino[7]
- Germanico: Bernhard[2], Bernhard[2], Berinhard[4]
- Inglese: Bernard[2][4][8]
  - Ipocoristici: Barney[2], Bernie[2][4], Bunny[4]
  - Femminili: Bernadette[2], Bernadine[2]
- Inglese antico: Beornheard[2][4]
- Irlandese: Bearnard[4]
- Norvegese: Bernhard[2], Bernt[2][4]
- Olandese: Bernard[2], Bernd[4], Berndt[4]
  - Femminili: Berendina[6], Bernadette[6]
- Polacco: Bernard[2]
  - Femminili: Bernadeta[6], Bernadetta[6]
- Portoghese: Bernardo[2][4]
  - Alterati: Bernardino[2]
- Sloveno: Bernard[2]
  - Femminili: Bernarda[6]
- Spagnolo: Bernardo[2][7][4]
  - Alterati: Bernardino[2][7]
  - Femminili: Bernarda[6]
  - Alterati femminili: Bernardina[6], Bernardita[6][7]
- Svedese: Bernhard[2], Bernt[2][4]
- Tedesco: Bernhard[2][4][8], Bernhardt[4]
  - Ipocoristici: Bernd[2], Benno[2]
  - Femminili: Bernadette[6]
- Ungherese: Bernát[2]
  - Femminili: Bernadett[6]

## Origine e diffusione
Deriva da un nome germanico attestato in varie forme, quali Berinhard e Bernhard; è composto dagli elementi *berno- (o *beran-, bern, "orso") e hardhu (o hard, harti, "forte", "valoroso"), e il significato complessivo può essere interpretato come "forte/valoroso come un orso", "orso valoroso/forte".
Il nome, di tradizione francone, è documentato in Francia già nel VII secolo ed è presente anche in Italia sin dal Medioevo, dove ha mantenuto una buona diffusione grazie a vari santi così chiamati, soprattutto l'abate cistercense Bernardo di Chiaravalle e il predicatore francescano Bernardino da Siena; negli anni 1970 era ben attestato su tutto il territorio nazionale con circa ventimila occorrenze per Bernardo e tredicimila per Bernardino. Meno fortunata la regolare forma femminile Bernarda, che in Lombardia è usata da secoli per indicare i genitali femminili, spesso sostituita da varianti diminutive o vezzeggiative: tra queste vanno segnalate quelle del tipo Bernadett-, importate nell'Ottocento dalla Francia grazie al culto di santa Bernadette Soubirous, la veggente della Madonna di Lourdes; sempre negli anni settanta, si contavano in italia ottomila occorrenze delle forme femminili, di cui oltre seimila per Bernardina.
In Inghilterra venne introdotto dai Normanni, andando a rimpiazzare, e in parte a fondersi, con un nome imparentato inglese antico Beornheard.

## Onomastico

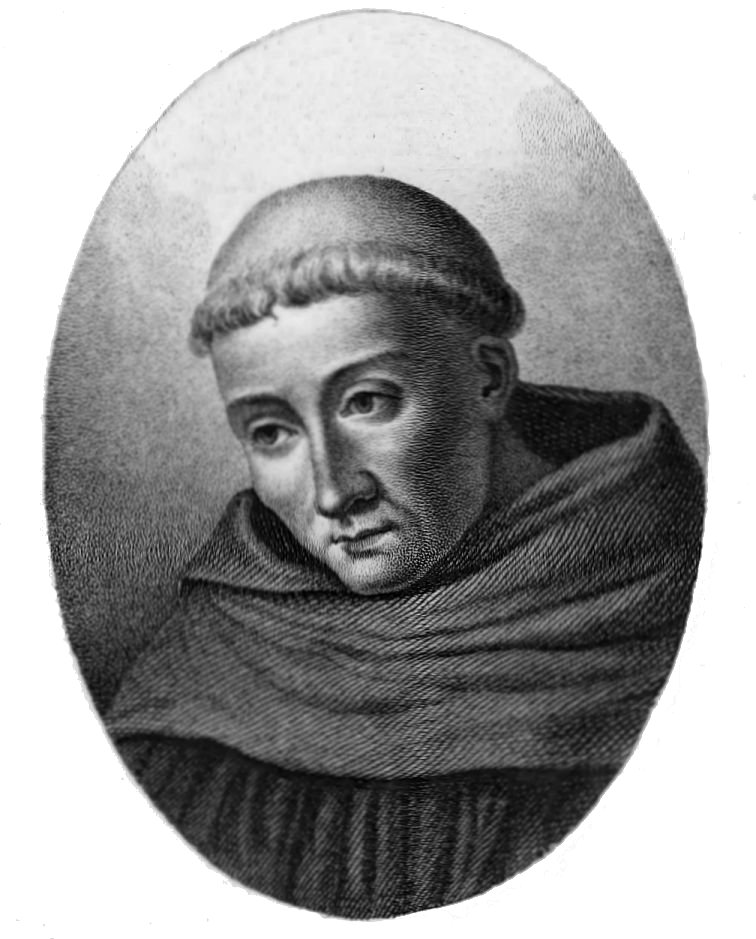
San Bernardo di Chiaravalle

L'onomastico si può festeggiare in memoria di più santi, tra i quali, alle date seguenti:
- 12 gennaio, san Bernardo da Corleone, religioso cappuccino[9]
- 22 gennaio, san Bernardo, arcivescovo di Vienne[9]
- 9 febbraio, beato Bernardino Caimi, fondatore del Sacro Monte di Varallo
- 12 marzo, san Bernardo di Carinola o di Capua, vescovo[1][9]
- 14 aprile, san Bernardo di Tiron, monaco ed eremita[9]
- 16 aprile (o 18 febbraio), santa Bernadette Soubirous, veggente di Lourdes[7][9]
- 8 maggio, beato Bernardino de' Bustis, francescano[9]
- 20 maggio, san Bernardino da Siena[1][7][9]
- 15 giugno, san Bernardo di Mentone, confessore e fondatore di ospizi[9]
- 2 luglio, san Bernardino Realino, sacerdote, patrono di Lecce[1][9]
- 15 luglio, beato Bernardo II, margravio di Baden[1]
- 20 agosto, san Bernardo di Chiaravalle, abate[1][7][9]
- 20 o 21 agosto, san Bernardo Tolomei, fondatore degli Olivetani[1][9]
- 22 agosto, beato Bernardo da Offida[1]
- 14 ottobre, san Bernardo, confessore di Arpino[1]
- 27 novembre, beato Bernardino da Fossa, francescano[9]
- 4 dicembre, san Bernardo degli Uberti, cardinale e vescovo di Parma[1][9]

## Persone

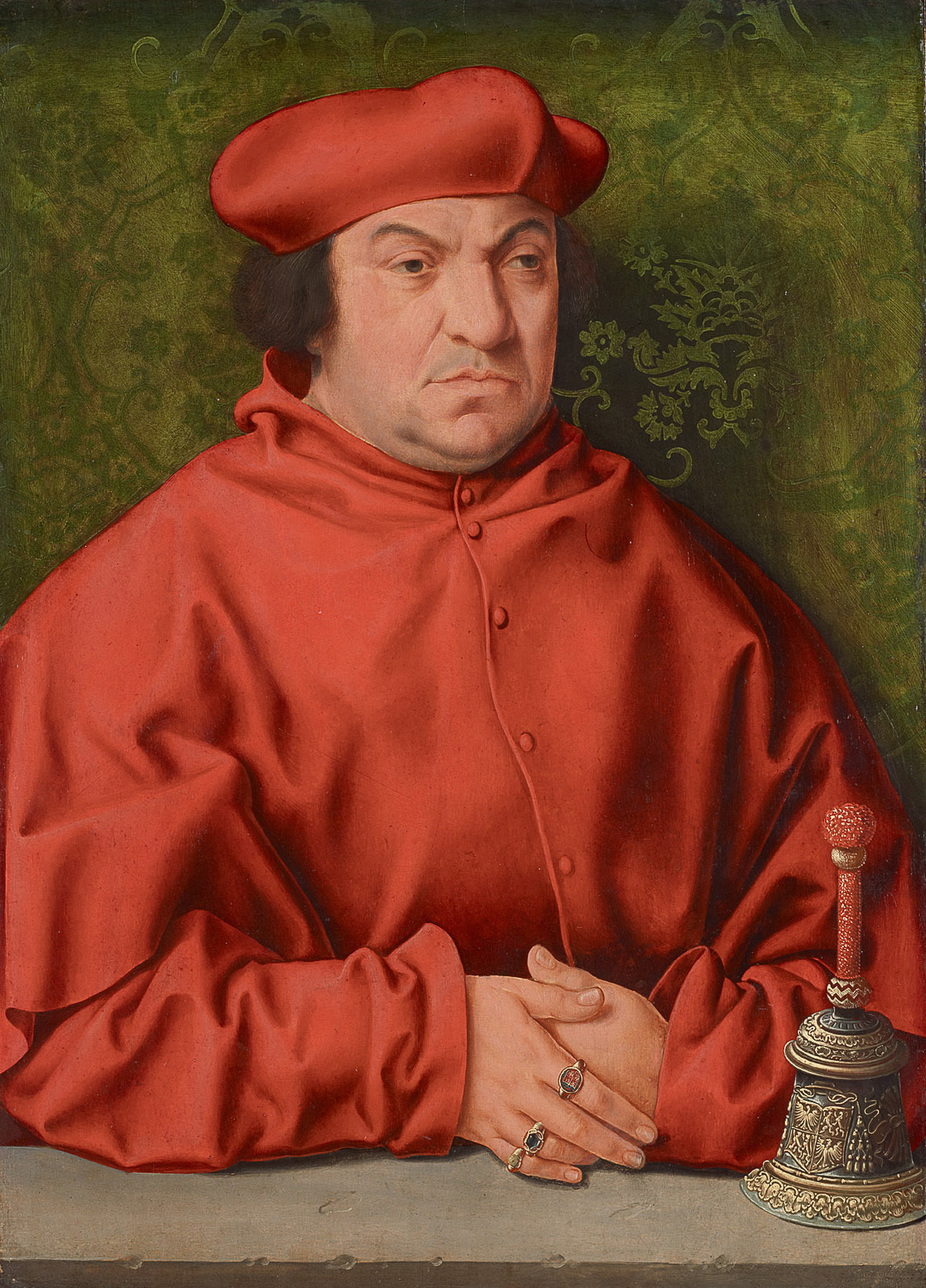
Bernardo Clesio

- Bernardo di Chiaravalle, monaco, abate e teologo francese
- Bernardo d'Italia, re dei Longobardi
- Bernardo Bertolucci, regista, sceneggiatore e produttore cinematografico italiano
- Bernardo Buontalenti, architetto, scultore, pittore, ingegnere militare e scenografo italiano
- Bernardo Clesio, cardinale italiano
- Bernardo Corradi, opinionista, dirigente sportivo, allenatore di calcio ed ex calciatore italiano
- Bernardo Daddi, pittore italiano
- Bernardo Mattarella, politico italiano
- Bernardo Rossellino, architetto e scultore italiano
- Bernardo Silva, calciatore portoghese
- Bernardo Strozzi, pittore e religioso italiano
- Bernardo Tanucci, giurista e politico italiano

### Variante Bernardino

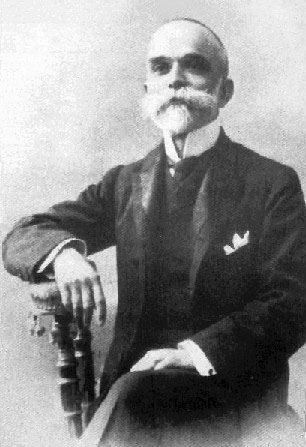
Bernardino Machado

- Bernardino da Ucria, religioso e botanico italiano
- Bernardino Baldi, matematico e poeta italiano
- Bernardino Butinone, pittore italiano
- Bernardino Corio, storico italiano
- Bernardino Luini, pittore italiano
- Bernardino Machado, politico e diplomatico portoghese
- Bernardino Nogara, banchiere e ingegnere italiano
- Bernardino Ochino, teologo italiano
- Bernardino Poccetti, pittore italiano
- Bernardino Telesio filosofo e naturalista italiano
- Bernardino Zapponi, sceneggiatore italiano

### Variante Bernard

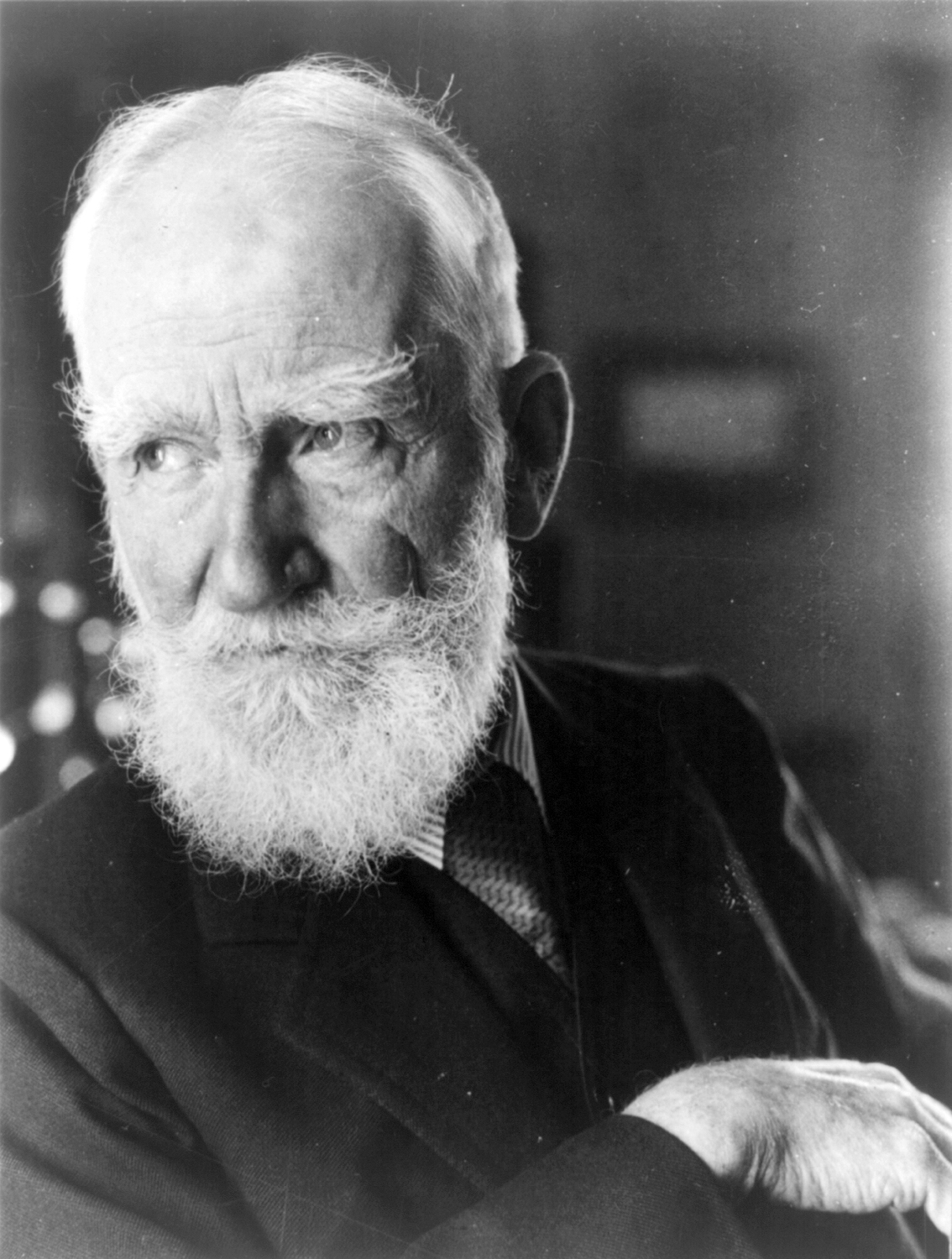
George Bernard Shaw

- Bernard Arnault, imprenditore francese
- Bernard Berenson, storico dell'arte statunitense
- Bernard Blier, attore francese
- Bernard Bolzano, matematico, filosofo, teologo, presbitero e logico boemo
- Bernard Haitink, direttore d'orchestra olandese
- Bernard Hinault, ciclista su strada francese
- Bernard Herrmann, compositore e direttore d'orchestra statunitense
- Bernard Law Montgomery, generale britannico
- Bernard le Bovier de Fontenelle, avvocato, scrittore e aforista francese
- George Bernard Shaw, scrittore, drammaturgo, linguista e critico musicale irlandese
- Bernard Thévenet, ciclista su strada, pistard e ciclocrossista francese
- Bernard Tomić, tennista australiano

### Variante Bernhard

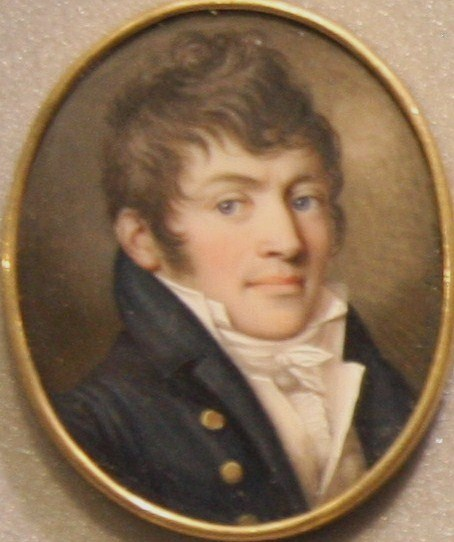
Bernhard Henrik Crusell

- Bernhard Henrik Crusell, compositore, clarinettista e traduttore finlandese
- Bernhard Eisel, ciclista su strada austriaco
- Bernhard Horwitz, scacchista e compositore di scacchi tedesco naturalizzato britannico
- Bernhard Karlgren, linguista, filologo e sinologo svedese
- Bernhard Minetti, attore tedesco
- Bernhard Riemann, matematico e fisico tedesco
- Bernhard Romberg, violoncellista e compositore tedesco
- Bernhard von Bülow, politico e ambasciatore tedesco
- Bernhard van Lippe-Biesterfeld, principe consorte dei Paesi Bassi
- Bernhard Otto von Rehbinder, militare estone
- Bernhard Windscheid, giurista tedesco

### Variante Bernd
- Bernd Bransch, calciatore tedesco

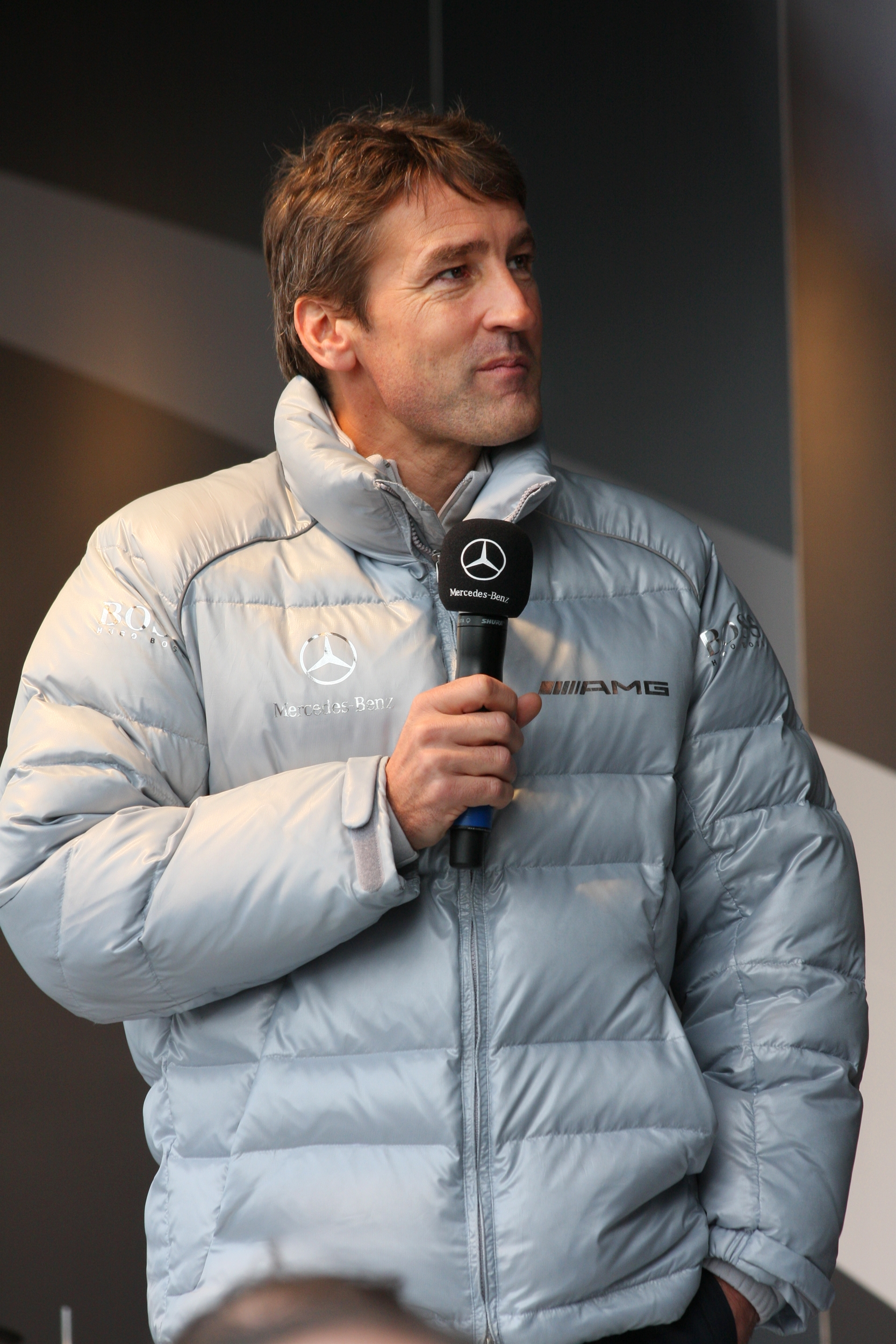
Bernd Schneider

- Bernd Fasching, pittore e scultore austriaco
- Bernd Hahn, slittinista tedesco
- Bernd Lange, politico tedesco
- Bernd Lohaus, scultore, pittore e disegnatore tedesco
- Bernd Rosemeyer, pilota automobilistico tedesco
- Bernd Schneider, pilota automobilistico tedesco
- Bernd Schuster, calciatore e allenatore di calcio tedesco

### Altre varianti maschili
- Bernat Amat de Cardona, visconte di Cardona
- Bernardetto de' Medici, nobile italiano
- Bernát Alexander, filosofo e scrittore ungherese
- Bernardin Gantin, cardinale e arcivescovo cattolico beninese

### Variante Bernadette

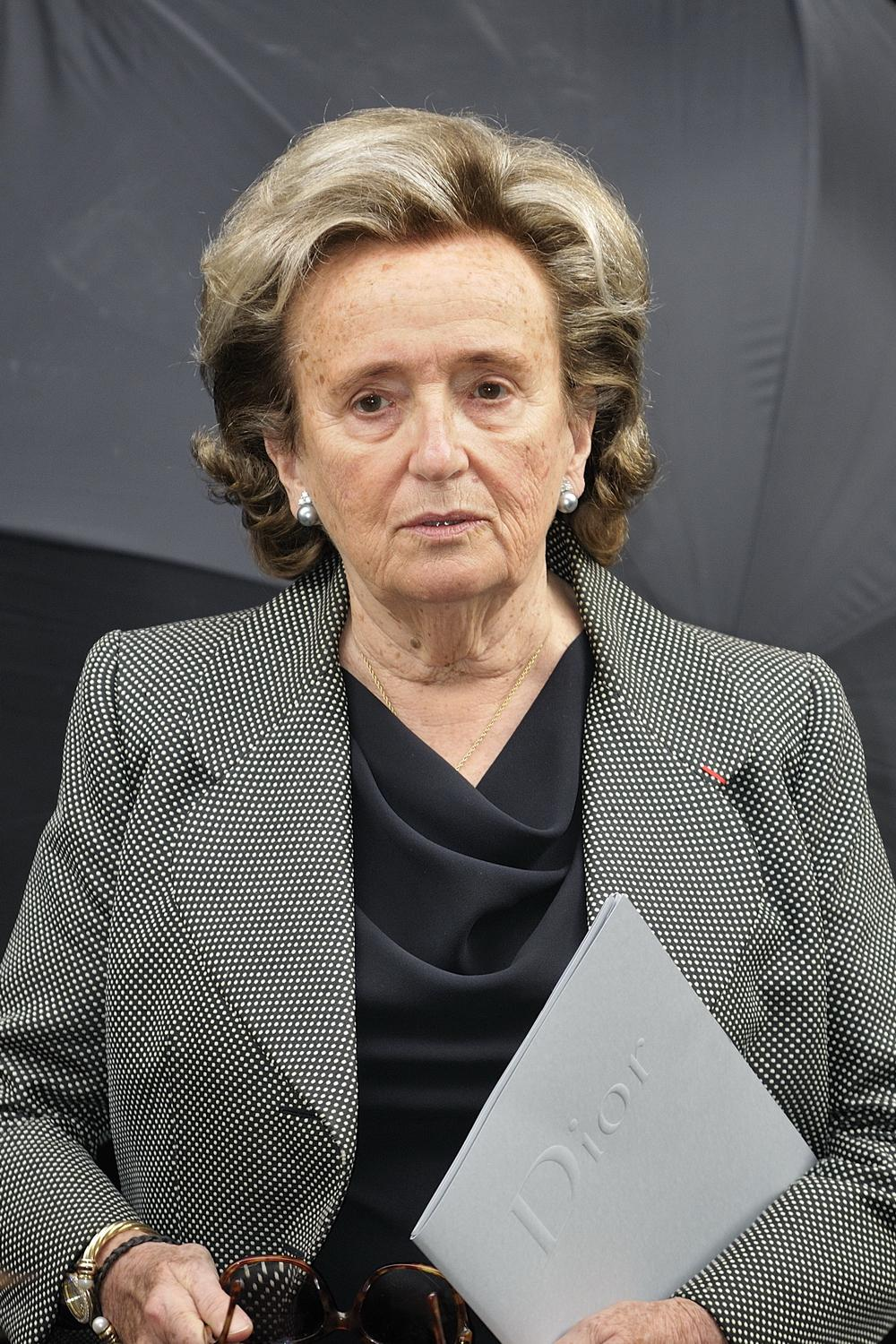
Bernadette Chirac

- Bernadette Chirac, politica francese
- Bernadette Flynn, danzatrice irlandese
- Bernadette Lafont, attrice e ballerina francese
- Bernadette Manca di Nissa, contralto italiano
- Bernadette Peters, attrice, cantante, doppiatrice e scrittrice statunitense
- Bernadette Schild, sciatrice alpina austriaca
- Bernadette Soubirous, mistica e religiosa francese
- Bernadette Zurbriggen, sciatrice alpina svizzera

### Altre varianti femminili
- Bernarda Fink, mezzosoprano argentino
- Bernardina Jabłońska, religiosa polacca

## Il nome nelle arti
- Bernardo è il servo muto di Zorro nei romanzi di Johnston McCulley e nelle opere derivate.
- Bernadette Rostenkowski è un personaggio della serie televisiva The Big Bang Theory.
- Bernard l'orso è una serie animata del 2006 con protagonista un orso polare chiamato appunto Bernard.